# لیتیم آزید
لیتیم آزید (به انگلیسی: Lithium azide) یک ترکیب شیمیایی با شناسه پاب‌کم ۸۸۱۶۳ است.